# 辻屋安兵衛
辻屋 安兵衛（つじや やすべえ、生没年不詳）とは江戸時代の江戸にあった地本問屋。

## 来歴
辻安、錦魁堂と号す。天保から安政年間に江戸の南伝馬町2丁目源四郎店で地本問屋を営業している。歌川広重、3代目歌川豊国、歌川国芳、歌川重宣（2代目歌川広重）の錦絵、双六絵 を出版している。
嘉永5年（1852年）6月に川口屋宇兵衛から本組株を譲り受けて、仮組から本組となった。

## 作品
- 歌川広重 『魚づくし』 横中判 錦絵10枚揃 天保後期
- 歌川広重 『狂戯芸つくし』
- 3代目歌川豊国 『奥御殿御祝儀双六』 双六絵 万亭応賀作 天保14年（1843年） 国立国会図書館所蔵
- 歌川国芳 『仁田四郎人穴に入る』 大判3枚続 錦絵 弘化ころ
- 歌川国芳 『清盛』
- 歌川広重 『諸国八景尽の内 近江八景』 大判3枚続 嘉永6年（1853年）
- 歌川重宣 『江戸名所はんじもの』 大判 錦絵 安政5年（1858年）
- 2代目歌川広重 『判詞づくし』